# Goudge
Goudge es una localidad y distrito ubicado en el departamento San Rafael de la provincia de Mendoza, Argentina. 
Se halla en el cruce de las rutas provinciales 160 y 169; la primera la comunica al oeste con San Rafael y al este con Monte Comán, y la segunda al sudeste con Villa Atuel.

## Etimología
En sus primeros años esta colonia fue conocida con el nombre de Doctor Sáez en reconocimiento a Manuel A. Sáez, abogado de la Sociedad Monte Coman. El 29 de enero de 1913 la estación de ferrocarril construida en la villa es designada con el nombre de James A. Goudge, administrador general del Ferrocarril, miembro del directorio local del Ferrocarril Buenos Aires al Pacífico.

## Geografía
Tiene una superficie de 112 km², y en 2010 se contabilizaron en el área urbana 2126 habitantes. Limita al norte con Cuadro Nacional a través del río Diamante, al Sudoeste con Cañada Seca por medio del arroyo Las Aguaditas, y al este con el distrito de La Llave.

## Historia

### Primeros propietarios
El primer propietario legal de las tierras fue el cacique Vicente Goico, quien las vendió en 1825 al oficial del fuerte de San Rafael, Ángel Báez; este las vendió pocos días después al poeta mendocino Juan Gualberto Godoy, quien a su vez las vendió ese mismo año al médico escocés Yohn Guillies, exintegrante de la armada británica. El 27 de julio de 1826 pasaron a manos de la sociedad Brown Buchanam y Cía., capitalistas escoceses que aportaron el capital necesario para que los anteriores propietarios actuaran como testaferros. A mediados de siglo esta sociedad construyó precarias instalaciones de venta de madera proveniente de los algarrobales de la región. Al morir Buchanam, sus herederos constituyeron la Monte Cuman State Company Limited en 1889, sociedad que comenzó a administrar la estancia "Monte Cuman" hoy llamada "Los Amigos". El 12 de julio de 1907 Alfredo Israel adquirió las 105.200 hectáreas que tenía la sociedad, actuales distritos de Goudge, Real del Padre y los sectores ubicados al sur del río Diamante de La Llave y Monte Comán.

### Mensura
Fue fundada por el gobernante mendocino Emilio Civit con el nombre de Colonia Sáez en reconocimiento aL Dr. Manuel A. Sáez, abogado de la sociedad Monte Cuman y su hijo Luis Sáez, administrador de la estancia. Alfredo Israel realizó en 1907 el parcelamiento de 11 200 hectáreas a través del Ingeniero Juan Babacci. El plano diseñado por Babacci tomó como eje central del distrito las 20 hectáreas donde posteriormente se construiría la estación ferroviaria. El pueblo está conformado por 80 manzanas, de las cuales 4 se destinan a plazas. Este sector está rodeado por 36 parcelas de 19 a 47 ha donde posteriormente surgirán las chacras y fincas con otra división.
El 20 de marzo de 1910 se realizó el primer remate de las 11.200 ha que poseía Alfredo Israel en la Colonia Sáez, provocando una nueva división de parcelas. Entusiasmados por el éxito del primer remate fue realizado el segundo el 15 de agosto, nuevamente en el Hotel Unión. Los compradores fueron Luis Schulz, Fernando Gasper, Domingo Zelada, Carlos Dupont, José A Villalonda y A. Stoppai quienes adquierieroin 1200 ha en 119 000 pesos moneda nacional.-

### La estancia Cumán
La "Monte Cumán" construyó la Estancia Cumán, que en 1897 cultivaba maíz, trigo, vid y hortalizas por medio de un canal que extraía agua del río Diamante. Como encargado se desempeñaba Luis Sáez apodado el Rengo, hijo del senador Manuel A. Sáez, quien a su vez había sido ministro del gobernador Francisco Civit.
En esta estancia se encuentra el origen del viejo Monte Comán, denominación que posteriormente se trasladaría al actual distrito de ese nombre. Allí en 1809 Miguel Teles Meneses procedió a desviar el río de su viejo cauce por un paleocauce que hoy constituye el nuevo Diamante. En dos operaciones realizadas en 1913 por María y Rosa Babacci y en 1915 por Lucilla Radaeli vda. de Babacci, son adquiridas las 1200 ha del fundo. Posteriormente el mismo es adquirido por los señores Humberto Bertoletti y Luis Tirasso que cambiaron su nombre por "Los Amigos".-

### La granja escuela
El notable desarrollo alcanzado por la estancia Cumán, merced a la diversidad y cantidad de actividades agrícolas que se realizaban, propició la radicación de numerosas familias que constituyeron una verdadera población. El gobernador de la provincia Don Emilio Civit creó por decreto del 13 de diciembre de 1908 la Escuela Granja en un terreno de 41 ha donado por Alfredo Israel.
El objetivo de esta escuela era formar capataces agrícolas e industriales. Los capataces agrícolas cursarían dos años, recibiendo instrucción en lengua, matemática, preparación de tierras, formación de viveros, de plantas y árboles frutales, injertos, trasplantes, poda, manejo y compostura de maquinarias, etc. Los capataces industriales cursarían tres años teniendo el mismo programa.

## Parroquias de la Iglesia Católica
| Diócesis  | San Rafael               |
| --------- | ------------------------ |
| Parroquia | Nuestra Señora de Fátima |